# Ибах (Швиц)
Ибах (нем. Ibach) — населённый пункт в Швейцарии, в кантоне Швиц.
Входит в состав округа Швиц. Находится в составе коммуны Швиц. Население составляет 4325 человек (на 2004 год).